# فرمانده (پروانه)
فرمانده (پروانه) (نام علمی: Moduza procris) نام یک گونه از سرده پروانه‌های فرمانده است.